# 公教育
公教育（こうきょういく）は、公の目的によって行われる教育の総称。一般的には国や地方公共団体、学校法人により設置・運営される学校で行われる、公的な制度に則った教育のことを指し、「公立学校で行われる教育」を指す言葉ではない。産業革命や市民革命を経て、近代社会が成立する課程において、一般大衆を国民として教化せしめる必要が生じた事に端を発する考え方である。

## フランス
フランスでは、公教育が国の責務であるという原則がある。

## 日本
日本においては、教育基本法第6条の定めにより、法律に定める学校は公の性質を持つとされており、国や地方公共団体のほか法律に定める法人のみがこれを設置できるとされていることから、国立学校、公立学校のほか、学校法人の認可を得た私立学校も公教育を行う学校であると解釈される。また、教育の政治的中立性の維持に努めるほか、国全体としての教育水準の一定を保ち、教育の向上を図ることが責務とされる。

### 設置者管理制度
学校教育法第5条の規定では、「学校の設置者は、その設置する学校を管理し、法令に特別の定のある場合を除いては、その学校の経費を負担する」という設置者管理制度を採っている。その管理機関とは、学校教育法第2条第1項の規定で国立学校は各大学の国立大学法人、公立学校は地方教育行政の組織および運営に関する法律(地方教育行政法)に基づく各教育委員会、私立学校は学校法人の理事会がこれを設置、これのみが公教育を担う学校を設置できるとしている。このことに基づき、人的管理、物的管理、運営管理についての諸機能を行使する。

### 管理者としての教育委員会
公立学校においての教育委員会の位置づけは、地方教育行政法第2条に基づく。教育委員会は学校管理機関として、学校運営全般についてこれを規制する立場にある、しかし、法律上の立場と、その権限を実際に行使する運用上の問題とは異なり、教育委員会自体が学校運営にすべて干渉するという事を意味するものではない。なお、法令上は校長の権限である児童生徒の懲戒や、入学許可・卒業認定などについて、教育委員会が関与しうるかは議論が分かれるが、教育委員会は校長の上司機関として、その職務執行について一定の教示はできるものであると解釈されている。

### 学校管理規則
設置者である教育委員会等は、学校管理の体系を明らかにしてその秩序の確立を図ることと、学校管理の基本的な方針を示すことを担保する意味で、学校運営に関する管理規則を規定できる。地方教育行政法第14条「教育委員会は、法令または条例に違反しない限度において、その所管に属する学校その他の教育機関の施設・設備、組織体制、教育課程、教材の取扱いその他、学校その他の教育機関の管理運営の基本的事項について、必要な教育委員会規則を定めるものとする。」との規定がある。この規則で学校対象のものが学校管理規則という呼称で呼ばれている。これを定めることにより、教育委員会と学校との事務分担を明確にして、学校に主体性を持たせる事をねらいとしている。